# Bottenängestjärnen
Bottenängestjärnen är en sjö i Hudiksvalls kommun i Hälsingland och ingår i Nianån-Norralaåns kustområde. Sjön har en area på 0,0512 kvadratkilometer och ligger 125,2 meter över havet. Sjön avvattnas av vattendraget Tolockabäcken.

## Delavrinningsområde
Bottenängestjärnen ingår i det delavrinningsområde (682794-155521) som SMHI kallar för Utloppet av Tolocksjön. Medelhöjden är 144 meter över havet och ytan är 6,96 kvadratkilometer. Det finns inga avrinningsområden uppströms utan avrinningsområdet är högsta punkten. Tolockabäcken som avvattnar avrinningsområdet har biflödesordning 3, vilket innebär att vattnet flödar genom totalt 3 vattendrag innan det når havet efter 18 kilometer. Avrinningsområdet består mestadels av skog (70 procent). Avrinningsområdet har 1,83 kvadratkilometer vattenytor vilket ger det en sjöprocent på 26,3 procent.